# جوزيف أبيل فرنسيس
جوزيف أبيل فرنسيس (بالإنجليزية: Joseph Abel Francis)‏ هو قسيس أمريكي، ولد في 30 سبتمبر 1923 في لافاييت في الولايات المتحدة، وتوفي في 1 سبتمبر 1997.